# Fusigobius longispinus
Fusigobius longispinus är en fiskart som beskrevs av Goren, 1978. Fusigobius longispinus ingår i släktet Fusigobius och familjen smörbultsfiskar. Inga underarter finns listade i Catalogue of Life.